# KeePass
Dit overzicht is mogelijk incompleet; u kunt helpen door het uit te breiden.
KeePass is een opensource-wachtwoordbeheerder ontwikkeld door Dominik Reichl. De eerste versie werd uitgebracht op 16 november 2003. Oorspronkelijk was KeePass geschreven in de programmeertaal C++ maar vanaf versie 2 wordt C# gebruikt. KeePass is vergelijkbaar met LastPass.
Voor het programma zijn een vijftigtal vertalingen beschikbaar, waaronder Nederlands.